# Frederick de Houtman
‎
Frederick de Houtman, nizozemski raziskovalec in pomorščak, * 1571, Gouda, Nizozemska, † 21. oktober, 1627, Alkmaar, Nizozemska.